# Ikoma (1906)
Ikoma (生駒) – japoński krążownik pancerny z okresu I wojny światowej typu Tsukuba, w 1912 przeklasyfikowany na krążownik liniowy.

## Historia
„Ikoma” był drugim i ostatnim okrętem typu Tsukuba, którego budowę rozpoczęto w trakcie wojny rosyjsko-japońskiej dla zastąpienia utraconych podczas niej pancerników „Yashima” i „Hatsuse”. W porównaniu do dotychczasowych krążowników pancernych na świecie, okręty typu Tsukuba miały wyjątkowo silną artylerię, w postaci 4 dział kalibru 305 mm, typowo przenoszonego przez pancerniki. O ich budowie zdecydowano w czerwcu 1904. Stępkę pod budowę „Ikomy” położono 15 marca 1905 w Stoczni Marynarki Wojennej w Kure. Budowa, a szczególnie wyposażanie, trwały nieco dłużej, niż w przypadku pierwszej jednostki „Tsukuba” i okręt wodowano 9 kwietnia 1906, a oddano do służby 24 marca 1908. 28 sierpnia 1912 okręty typu Tsukuba zostały przeklasyfikowane na krążowniki liniowe, mimo że miały od nich słabsze uzbrojenie i mniejszą prędkość. Na próbach „Ikoma” uzyskał większą od pierwszego okrętu prędkość 21,9 węzła i moc 22.670 indykowanych KM, był także pozbawiony usterek trapiących pierwszy okręt z powodu szybkiej budowy.

## Służba
Po wejściu do służby okręt brał udział w licznych ćwiczeniach i pokazach organizowanych przez Japońską Cesarską Marynarkę Wojenną. W 1910 roku uczestniczył w obchodach stulecia niepodległości Argentyny, po czym odwiedził Wielką Brytanię, powracając przez Ocean Indyjski i okrążając świat. Służył następnie podczas I wojny światowej, w której Japonia brała jednak mało aktywny udział.
"Ikoma" został w 1919 przebudowany na szkolny okręt artyleryjski. Artylerię ograniczono do 4 dział 305 mm, 10 dział 152 mm, 8 – 120 mm i 6 – 76 mm. Został następnie rozbrojony w 1922 w Sasebo i 20 września 1923 wycofany ze służby na skutek ustaleń traktatu waszyngtońskiego (inne dane: 21 września 1921). Został następnie złomowany 13 listopada 1924 w stoczni Mitsubishi w Nagasaki.